# Dicamixus acolhua
Dicamixus acolhua är en stekelart som först beskrevs av Cresson 1873.  Dicamixus acolhua ingår i släktet Dicamixus och familjen brokparasitsteklar. Inga underarter finns listade i Catalogue of Life.